# Куликов Владислав Володимирович
Владислав Володимирович Куликов (рос. Владислав Владимирович Куликов нар. 7 січня, 1971) — російський плавець, дворазовий срібний (1992 та 1996 роки), та бронзовий (1996 рік) призер Олімпійських ігор, триразовий чемпіон Європи, призер чемпіонатів світу та Європи.

## Біографія
Владислав Куликов народився 7 січня 1971 року в Москві. Тренувався під керівництвом Ніни Бровкіної та Олексія Красікова.
Перших успіхів спортсмен почав досягати у 1991 році, в складі збірної СРСР. Протягом цього року він став дворазовим чемпіоном Європи (переміг на дистанції 100 м батерфляєм, а також комплексній естафеті 4x100 м), бронзовим призером чемпіонату Європи на короткій воді (дистанція 50 м батерфляєм), а також дворазовим призером чемпіонату світу (бронзова медаль на дистанції 100 м батерфляєм, а також срібна медаль у комплексній естафеті 4x100 м). Вдалі виступи дали йому можливість поїхати на Олімпійські ігри в Барселону в складі Об'єднаної команди. Пройшов у фінал запливів на дистанції 100 метрів батерфляєм, але там посів останнє восьме місце. Окрім цього провів кваліфікаційний заплив Об'єднаної команди в естафеті 4x100 метрів комплексом, де допоміг команді з другим часом вийти у фінальний заплив. У ньому спортсмен участі не брав, без нього Об'єднана команда зуміла посісти друге місце, що також зробило Куликова срібним призером.
Протягом наступних сезонів виступав у складі збірної Росії. Успішно представив її на Олімпійських іграх в Атланті. Йому вдалося виграти бронзову медаль на дистанції 100 м батерфляєм. Також спортсмен був у складі збірної Росії в естафеті 4x100 метрів комплексом, взявши участь у кваліфікаційному запливі (команда показала п'яте місце). Як і чотири тому до фінального складу на естафетний заплив Куликов не потрапив. Російська команда виграла срібні нагороди, що означало срібну медаль і для Куликова.
Протягом своїх виступів за збірну Росії спортсмен неодноразово ставав призером світових турнірів у складі естафетних команд. У 2002 році зламав руку, дуже довго відновлювався, невдовзі вирішив завершити спортивну кар'єру. Працював на посаді старшого тренера юніорської збірної Росії.

## Виступи на Олімпіадах
| Олімпіада      | Дисципліна         | Місце |
| -------------- | ------------------ | ----- |
| Барселона 1992 | 100 м батерфляєм   |       |
| Барселона 1992 | 4x100 м комплексом | 2     |
| Атланта 1996   | 100 м батерфляєм   | 3     |
| Атланта 1996   | 4x100 м комплексом | 2     |

## Особисті рекорди
- 50 м батерфляєм - 24.14 (2001)
- 100 м батерфляєм - 52.69 (2001)